# Мирун, Василий Фёдорович
Василий Фёдорович Мирун (1922—1973) — лейтенант Советской Армии, участник Великой Отечественной войны, Герой Советского Союза (1945).

## Биография
Василий Мирун родился 3 апреля 1922 года в селе Остапье (ныне — Великобагачанский район Полтавской области Украины). После окончания пяти классов школы работал в колхозе. В 1941 году Мирун был призван на службу в Рабоче-крестьянскую Красную Армию. С июня того же года — на фронтах Великой Отечественной войны.
К июлю 1944 года старший сержант Василий Мирун командовал отделением 249-го отдельного сапёрного батальона (134-й стрелковой дивизии, 69-й армии, 1-го Белорусского фронта). Отличился во время освобождения Польши. 28 июля 1944 года Мирун в числе первых переправил десант через Вислу в районе города Пулавы. За три последующих дня он переправил на западный берег реки более 900 советских бойцов и командиров, лично участвовал в отражении немецких контратак.
Указом Президиума Верховного Совета СССР от 24 марта 1945 года старший сержант Василий Мирун был удостоен высокого звания Героя Советского Союза с вручением ордена Ленина и медали «Золотая Звезда».
В 1946 году в звании лейтенанта Мирун был уволен в запас. Проживал и работал в посёлке Незаймановский Тимашёвского района Краснодарского края. Скончался 19 декабря 1973 года.
Был также награждён орденом Красной Звезды и рядом медалей.